# سرغويجه (مقاطعة دلفان)
سرغويجه (بالفارسية: سرگویژه) هي قرية تقع في قسم كاكاوند الغربي الريفي (مقاطعة دلفان) في إيران. يقدر عدد سكانها بـ 29 نسمة .